# 10 (S.A.R.S.)
10  prvi je LP album grupe S.A.R.S. objavljen 2016. godine za izdavačke kuće Mascom i Južni vetar.
S.A.R.S je za svoju desetogodišnjicu rada 2016. godine objavio LP izdanjem simboličnoga naziva "10" na kojem se nalazi 10 pjesama. Ovo LP izdanje, predstavlja i neku vrstu rariteta, jer je u ograničenoj nakladi od samo 250 primjeraka!
Svečana promocija rođendanske ploče bila je 14. studenog 2016., a tom prigodom, S.A.R.S.-u je uručena i osvojena MTV europska glazbena nagrada za najboljeg izvođača MTV Adrije, 2016.